# Фоменко Микола Федосійович
Микола Федосійович Фоменко (28 листопада 1931, хутір Березняки, тепер Розсошанського району Воронезької області, Російська Федерація — 23 лютого 1983, місто Горлівка Донецької області) — український радянський партійний діяч, 1-й секретар Горлівського міськкому КПУ Донецької області. Член Ревізійної Комісії КП України в 1981—1983 роках. Депутат Верховної Ради УРСР 10-го скликання.

## Біографія
Народився в родині робітника. У 1955 році закінчив Новочеркаський політехнічний інститут.
У 1955—1968 роках — помічник начальника дільниці, начальник дільниці шахти «Олександр-Захід», заступник головного інженера, головний інженер, начальник шахти імені Гайового міста Горлівки Донецької області.
Член КПРС з 1959 року.
У 1968—1974 роках — секретар партійного комітету КПУ шахти в місті Горлівці, завідувач відділу Горлівського міського комітету КПУ, 1-й секретар Центрально-Міського районного комітету КПУ міста Горлівки Донецької області.
У 1974—1979 роках — 2-й секретар Горлівського міського комітету КПУ Донецької області.
У 1979 — 23 лютого 1983 року — 1-й секретар Горлівського міського комітету КПУ Донецької області.

## Нагороди
- орден Трудового Червоного Прапора
- два ордени «Знак Пошани»
- медалі